# Bellingham (Washington)
Bellingham ist eine Stadt im Nordwesten des US-Bundesstaats Washington im Whatcom County, dessen Verwaltungssitz (County Seat) sie gleichzeitig ist. Die Stadt liegt am Pazifik, an der Bellingham Bay. Das U.S. Census Bureau hat bei der Volkszählung 2020 eine Einwohnerzahl von 91.482 ermittelt.
Von der Bevölkerung und der lokalen Presse wird die Stadt City of Subdued Excitement (dt. „Stadt der gedämpften Begeisterung“) genannt. Bellingham ist Sitz der Western Washington University, die mit ihren über 12.000 Studenten das Leben in der Stadt sozial und kulturell beeinflusst und einen bedeutenden Wirtschaftsfaktor darstellt. Auch befindet sich dort in der Reservation der Lummi das 1973 bzw. 1993 gegründete North West Indian College. Nach dem nahegelegenen Marietta wurde die Marietta Band of Nooksacks benannt.
Bellingham ist die nördlichste Stadt der USA außerhalb Alaskas.

## Geschichte
Der englische Kapitän George Vancouver erforschte 1792 die Küste und benannte die Bucht nach Sir William Bellingham, der in der britischen Marine für die Ausstattung der Expedition von Vancouver verantwortlich gewesen war.
Die Stadt wurde am 4. November 1903 gegründet. 1919 wurden bei Rassenunruhen 125 Sikharbeiter aus Britisch-Indien nach British Columbia in Kanada vertrieben.

## Städtepartnerschaften
- Punta Arenas,  Chile
- Port Stephens,  Australien
- Tateyama,  Japan
- Nachodka,  Russland
- Cheongju,  Südkorea
- Vaasa,  Finnland

## Söhne und Töchter der Stadt
- Muir S. Fairchild (1894–1950), Offizier
- Lawrence Alexander Glenn (1900–1985), römisch-katholischer Geistlicher, Bischof von Crookston
- Paul Jessup (1908–1992), Diskuswerfer
- Arthur K. Barnes (1909–1969), Science-Fiction-Autor
- Tommy Noonan (1921–1968), Schauspieler, Komödiant, Drehbuchautor und Regisseur
- Richard Gilkey (1925–1997), Maler
- Gene Savoy (1927–2007), Journalist, Abenteurer und Gründer einer Sekte
- Philip McCracken (1928–2021), Bildhauer
- Donald L. Turcotte (1932–2025), Geophysiker
- Margo St. James (1937–2021), Prostitutionsaktivistin
- Gary Leal (* 1943), Ingenieurwissenschaftler
- Fred Luke (* 1946), Speerwerfer
- Karen De Pastel (* 1949), US-amerikanisch-österreichische Professorin, Pianistin, Organistin, Geigerin, Dirigentin und Komponistin
- Steve Baker (* 1952), Motorradrennfahrer
- Eric T. Hansen (* 1960), Journalist, Autor, Blogger
- Trey Azagthoth (* 1965), Metal-Musiker, Gitarrist der Band Morbid Angel
- Heidi Grant Murphy (* 1965), Sängerin und Musikpädagogin
- Billy Burke (* 1966), Schauspieler und Musiker
- Doug Pederson (* 1968), American-Football-Spieler und -Trainer
- Jon Auer (* 1969), Musiker, Sänger und Gitarrist der Power-Pop-Band The Posies
- Drew Hayes (1969–2007), Comiczeichner
- Eric Paul Erickson (* 1972), Schauspieler, Drehbuchautor, Filmproduzent und Filmregisseur